# Quartier II (Turku)
Le Quartier II (finnois : II kaupunginosa) ou Vartiovuori est un quartier de Turku en Finlande.

## Description
Le  quartier est sur la rive Est du fleuve Aura entre les rues Uudenmaankatu et Kaskenkatu.

## Galerie

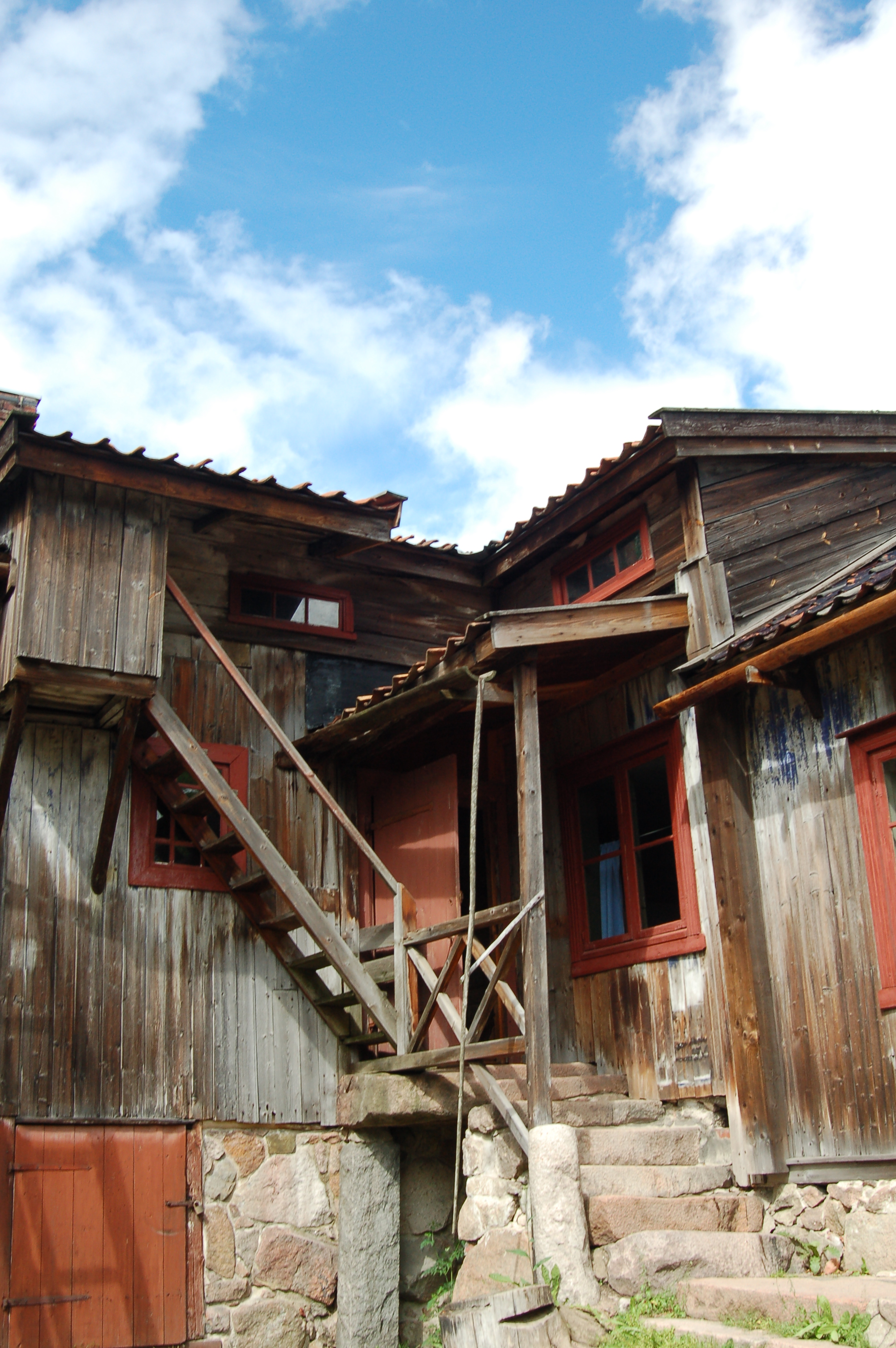
Musée de l'artisanat de Luostarinmäki
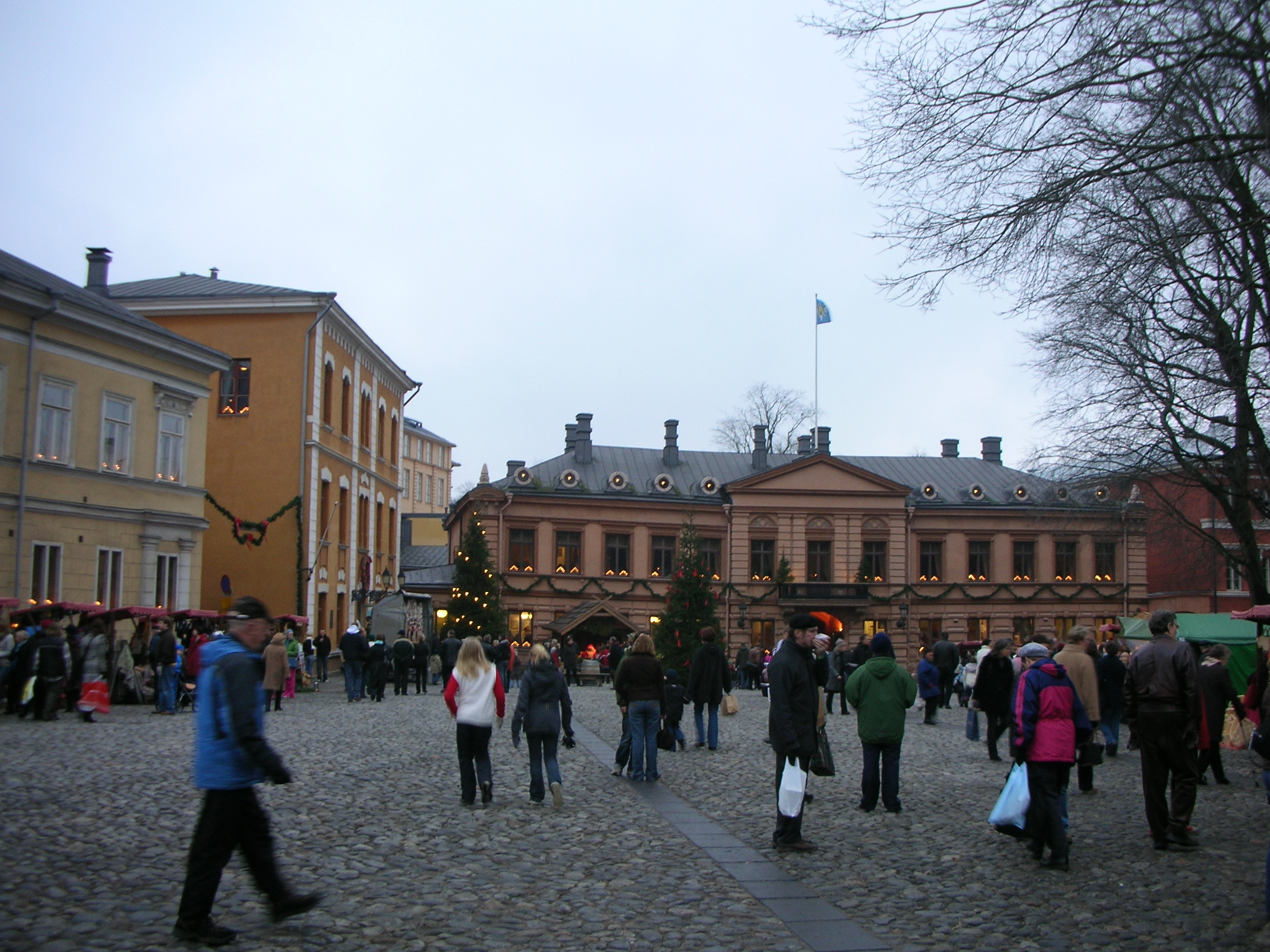
Ancienne grande place du marché
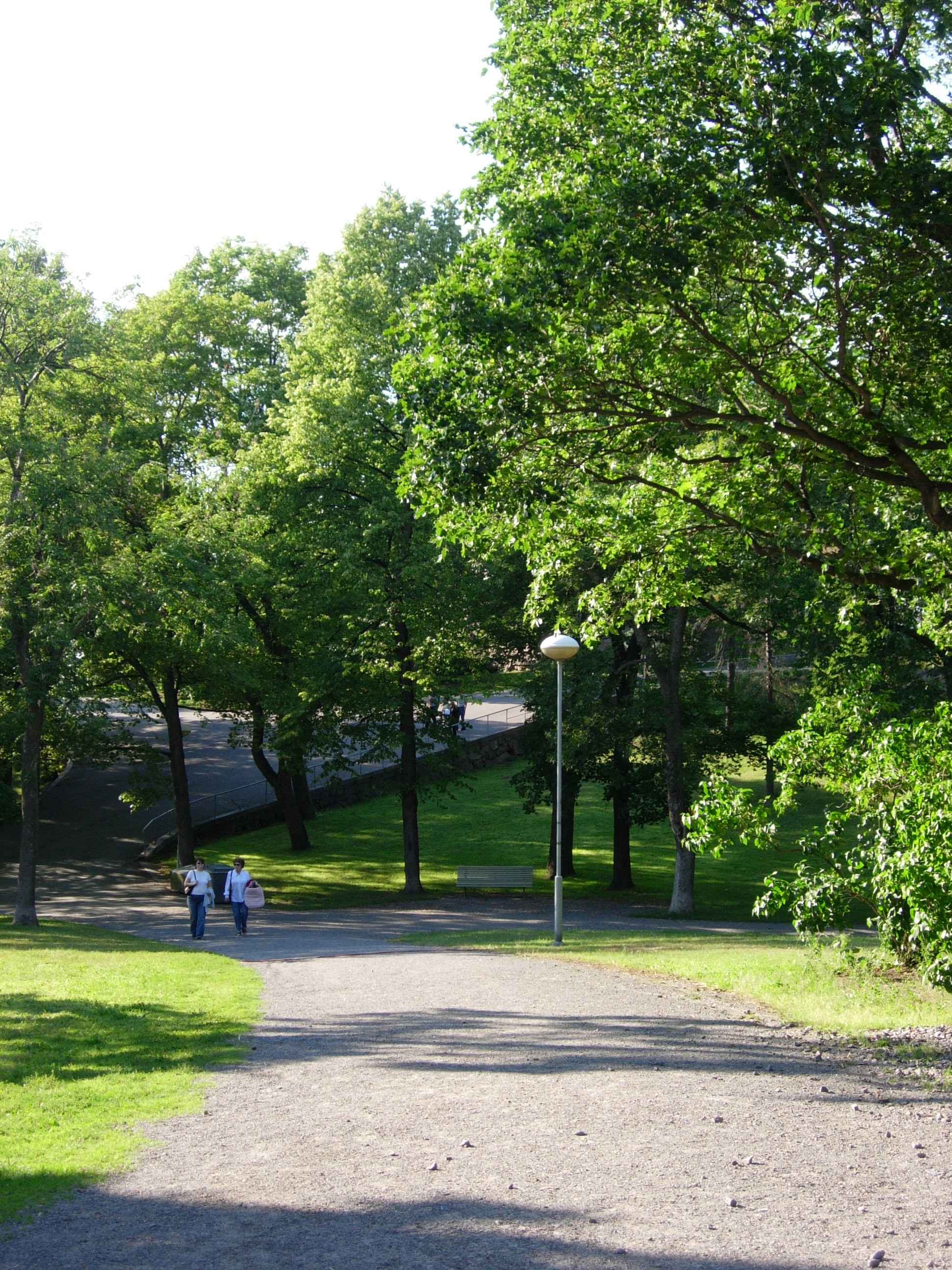
Parc de Vartiovuori.
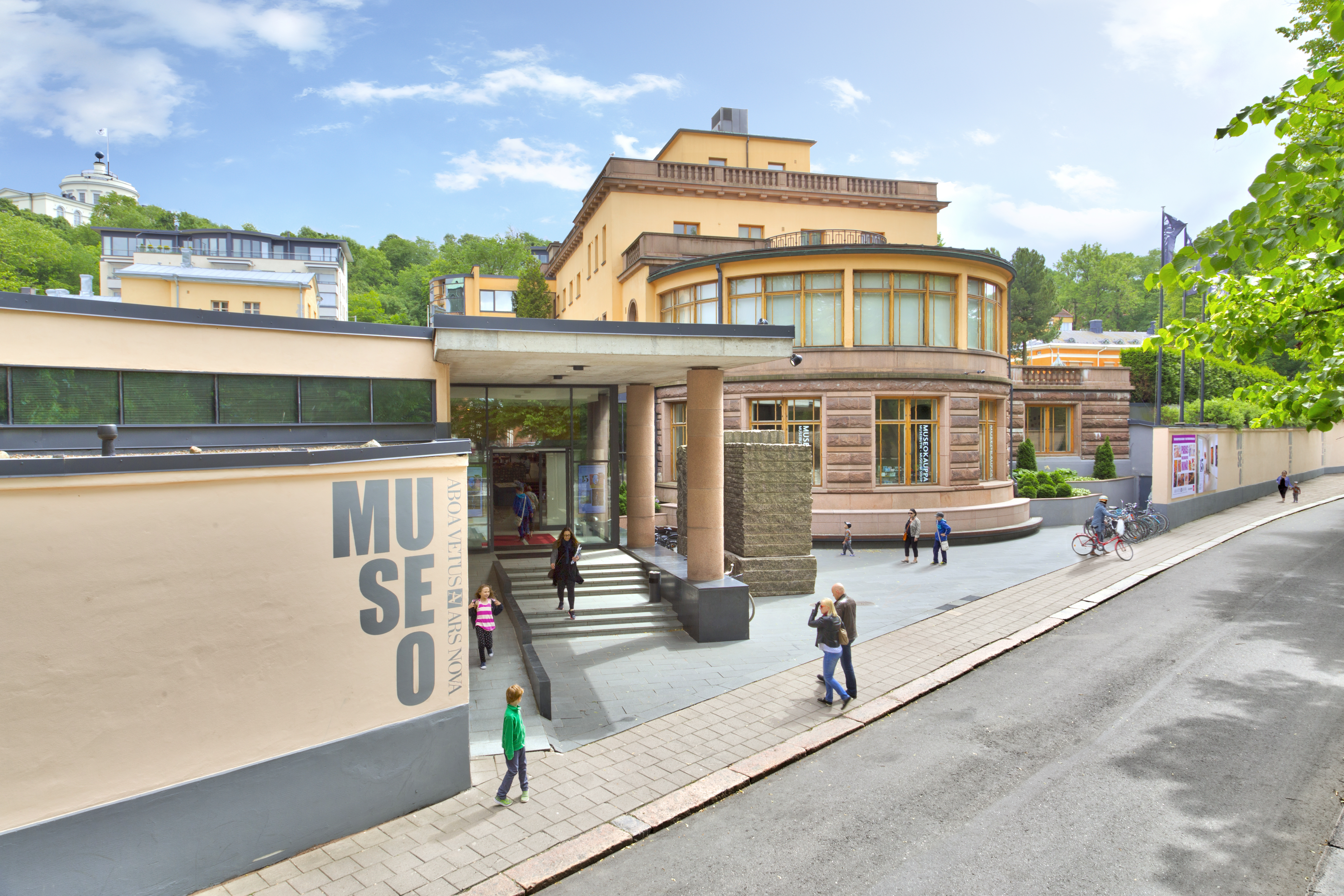
Aboa Vetus & Ars Nova